# Наперстянка гладкая
Наперстя́нка гладкая (лат. Digitális laevigata) — вид травянистых растений семейства Подорожниковые (Plantaginaceae). Многолетний вид, произрастает на Западных Балканах и иногда выращивается как декоративное растение. Все части растения очень ядовиты.

## Описание

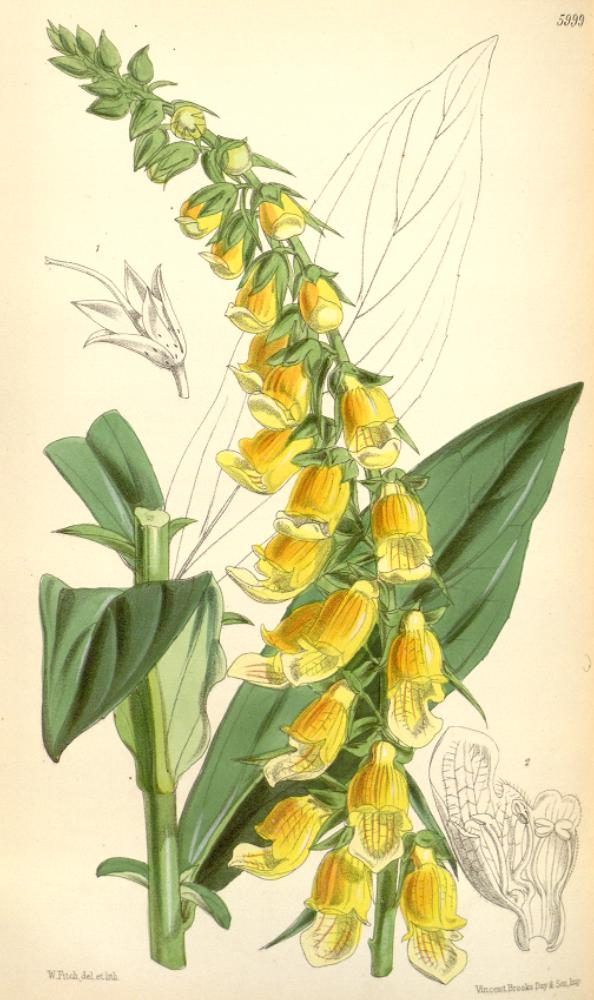
Джозефа Долтона Гукера

### Вегетативные органы
Многолетнее травянистое растение с вечнозелёной розеткой листьев. Достигает высоты 60–80 см, редко 100 см, с одним или несколькими, иногда разветвлёнными, прямыми, голыми стеблями. Растение напоминает наперстянку ржавую (Digitalis ferruginea), но в целом остаётся меньше и имеет меньше цветков с менее опушёнными нижними губами венчика.
Базальные листья простые, цельнокрайние или слегка зубчатые, яйцевидно-ланцетные, сужающиеся к стеблю. Стеблевые листья длиной от 8,5 до 17 см и шириной от 2 до 4 см имеют удлиненно-ланцетную форму и резко сужаются к верхушке.

### Генеративные органы
Цветки собраны в верхушечное, рыхлоцветковое кистевидное соцветие более или менее одностороннее, около 45 см в длину и рыхло покрыто несколькими длинными, выступающими линейными прицветниками и цветками. Цветки зигоморфные, обоеполые, на стеблях, в бутоне заострённые, а при раскрытии приобретают форму луковицы и колокольчика. Чашечки чашечки яйцевидные, заострённые или конические, с узким перепончатым краем или без него. Венчик длиной 15–35 мм, более или менее голый, снаружи жёлтого или оранжевого цвета, с сиреневыми прожилками, с удлинённой, широкой, кремовой нижней губой венчика с длинными волосками на верхней стороне. Длина средней доли венчика составляет от 5 до 15 мм, что почти равно длине трубки венчика. Цветки наперстянки опыляются пчёлами.
Период цветения — с июня по август.

### Генетика
Число хромосом 2n = 56.

## Места обитания
Произрастает в северо-восточной Италии (Фриули), Словении, Болгарии, Хорватии, Боснии и Герцеговине, Черногории, Албании и Греции. В горных районах обитает на солнечных или частично затенённых, тёплых опушках лесов и на неинтенсивно используемых пастбищах.

## Систематика
Первая публикация Digitalis laevigata была между 1803 и 1805 годами Францем Адамом фон Вальдштейн-Вартенбергом и Палом Китайбелем в Descriptiones et Icones Plantarum Rariorum Hungariae, том 2, стр. 171.
Известные подвиды:
- Digitalis laevigata subsp. laevigata: встречается от Далмации до Родопских гор и имеет слегка изогнутые соцветия с несколькими крупными светло-коричневыми цветками. Длина венчика составляет 25–35 мм, верхняя губа венчика с плосковыемчатой средней долей венчика, нижняя губа венчика со средней долей венчика длиной 9–15 мм.
- Digitalis laevigata subsp. graeca (Ivanina) K. Werner: встречается от южных Родоп до Пелопоннеса и имеет вертикально восходящие, более длинные соцветия с множеством мелких, средне-коричневых цветков. Длина венчика составляет от 15 до 25 мм. Верхняя губа венчика глубоко рассечена, нижняя губа венчика со средней долей венчика длиной 5–10 мм.

Digitalis laevigata относится вместе с Digitalis cariensis, Digitalis ferruginea, Digitalis lanata и Digitalis nervosa к секции Digitalis Globiflorae из-за морфологических характеристик (цветки на коротких цветоножках со сферически вздутым венчиком и длинной нижней губой венчика). Филогенетические исследования подтверждают эту связь. Кроме того, виды секции Globiflorae образуют между собой гибриды.

## Применение
Как и некоторые другие виды наперстянок, наперстянка гладкая выращивается как декоративное растение. Считается декоративным, изящным диким многолетним растением, которое замечательно смотрится при близком рассмотрении, которое, например, прекрасно смотрится в каменистых степных насаждениях, альпийских садах, на тёплых лесных опушках или в средиземноморских садах. Растение предпочитает солнечные, умеренно богатые питательными веществами, хорошо дренированные, умеренно сухие почвы. На солнечных участках свежая почва более полезна. Выдерживает морозы до −12  °C (зона 8 USDA).
Растение содержит биоактивные сердечные гликозиды. Однако основной фармакологический интерес к роду Digitalis направлен на два других вида наперстянок: наперстянку пурпурную и наперстянку шерстистую, которые имеют более высокое содержание действующих веществ.